# 12653 van der Klis
A 12653 van der Klis (ideiglenes jelöléssel (12653) 2664 T-3) a Naprendszer kisbolygóövében található aszteroida. Cornelis Johannes van Houten, Ingrid van Houten-Groeneveld és Tom Gehrels fedezte fel 1977. október 11-én.

## Kapcsolódó szócikk
- Kisbolygók listája (12501–13000)